# Achillea abrotanoides
Achillea abrotanoides is een kruidachtige, vaste plant, die behoort tot de composietenfamilie (Asteraceae). De soort komt voor in het zuidoosten van Europa, in landen zoals Griekenland, Albanië en andere Balkanlanden. 
... · 
A. abrotanoides · 
A. ageratum · 
Achillea filipendulina (Geel duizendblad) · 
A. millefolium (Duizendblad) · 
A. ptarmica (Wilde bertram) · 
...